# Hedeskoga socken
Hedeskoga socken i Skåne ingick i Herrestads härad, ingår sedan 1971 i Ystads kommun och motsvarar från 2016 Hedeskoga distrikt.
Socknens areal är 7,48 kvadratkilometer varav 7,42 land. År 2000 fanns här 417 invånare.  Tätorten Hedeskoga med  sockenkyrkan Hedeskoga kyrka ligger i socknen. 

## Administrativ historik
Socknen har medeltida ursprung.
Vid kommunreformen 1862 övergick socknens ansvar för de kyrkliga frågorna till Hedeskoga församling och för de borgerliga frågorna bildades Hedeskoga landskommun. Landskommunen uppgick 1952 i Herrestads landskommun som uppgick 1971 i Ystads kommun. Församlingen uppgick 2002 i Sövestadsbygdens församling.
1 januari 2016 inrättades distriktet Hedeskoga, med samma omfattning som församlingen hade 1999/2000.  
Socknen har tillhört län, fögderier, tingslag och domsagor enligt vad som beskrivs i artikeln Herrestads härad. De indelta soldaterna tillhörde Skånska dragonregementet, Borreby skvadron, Boreby kompani.

## Geografi
Hedeskoga socken ligger närmast nordväst om Ystad med en mindre landremsa vid Östersjökusten. Socknen är en småkuperad odlingsbygd.

## Fornlämningar
Från stenåldern är boplatser funna. Från bronsåldern är fyra gravhögar funna. Vid Folkestorp har ett fynd av en vagn från bronsåldern påträffats. 

## Namnet
Namnet skrevs 1547 Hedesckoff och kommer från kyrkbyn. Namnet innehåller hed, här 'kal slätt' och skog.